# Zamach w Tunisie (2015)
Zamach w Muzeum Bardo – atak terrorystyczny, który miał miejsce 18 marca 2015 roku w Muzeum Bardo w Tunisie. W zamachu zginęły 24 osoby, a 50 osób zostało rannych.

## Tło
W 2002 roku na tunezyjskiej wyspie Dżerba doszło do ataku na synagogę Al-Ghariba, w którym zginęło 21 osób, w tym 14 niemieckich turystów. Zamachu dokonano za pomocą ciężarówki wypełnionej materiałami wybuchowymi. Do zamachu przyznała się Al-Ka’ida.
W 2011 roku w wyniku rewolucji w Tunezji obalony został prezydent Zajn al-Abidin ibn Ali, rozpoczęta została też tak zwana arabska wiosna. Nastąpiła demokratyzacja kraju oraz wzrost zagrożenia ekstremistycznym islamizmem. W lipcu 2014 roku doszło do ataku na tunezyjskich żołnierzy w Górach Tunezyjskich, w którym zginęło 15 żołnierzy.

## Atak
18 marca 2015, około południa, dwóch mężczyzn uzbrojonych w kałasznikowy wtargnęło do budynku Parlamentu Tunezji. Atak napastników odparto, a parlamentarzystów ewakuowano. Terroryści wycofali się na teren Muzeum Bardo, gdzie zabili kilku turystów i wzięli zakładników.
Około 15:00 tunezyjskie służby bezpieczeństwa rozpoczęły udany szturm na muzeum. Zginęło dwóch napastników i jeden policjant, a zakładnicy zostali uwolnieni.
Odpowiedzialność za zamach wzięło na siebie Państwo Islamskie.
Według brytyjskich służb zamach w Muzeum Bardo powiązany jest z czerwcowym zamachem w Susie w Tunezji.

## Ofiary zamachu
Wśród zabitych znajdują się obywatele 10 krajów.
| Państwo         | Liczba zabitych |
| --------------- | --------------- |
| Francja         | 4               |
| Włochy          | 4               |
| Japonia         | 3               |
| Polska          | 3               |
| Tunezja         | 3               |
| Hiszpania       | 2               |
| Kolumbia        | 2               |
| Belgia          | 1               |
| Rosja           | 1               |
| Wielka Brytania | 1               |
| Razem           | 24              |